# Вонна
Вонна́ (фр. Vonnas) — коммуна во Франции, находится в регионе Рона — Альпы. Департамент — Эн. Входит в состав кантона Шатийон-сюр-Шаларон. Округ коммуны — Бурк-ан-Брес.
Код INSEE коммуны — 01457.

## География
Коммуна расположена приблизительно в 360 км к юго-востоку от Парижа, в 55 км севернее Лиона, в 19 км к западу от Бурк-ан-Бреса.
По территории коммуны протекают река Вель и её приток — река Ренон.

## Климат
Климат полуконтинентальный с холодной зимой и тёплым летом. Дожди бывают нечасто, в основном летом.

## Население
Население коммуны на 2010 год составляло 2790 человек.
| 1962 | 1968 | 1975 | 1982 | 1990 | 1999 | 2010 |
| ---- | ---- | ---- | ---- | ---- | ---- | ---- |
| 1736 | 1835 | 2144 | 2505 | 2381 | 2419 | 2790 |

## Администрация
| Период | Период | Фамилия    | Партия                    | Примечания |
| ------ | ------ | ---------- | ------------------------- | ---------- |
| 1995   | 2008   | Бернар Паж |                           |            |
| 2008   | 2020   | Патрик Чез | Союз за народное движение |            |

## Экономика
В 2010 году среди 1652 человек трудоспособного возраста (15—64 лет) 1224 были экономически активными, 428 — неактивными (показатель активности — 74,1 %, в 1999 году было 70,6 %). Из 1224 активных жителей работали 1090 человек (583 мужчины и 507 женщин), безработных было 134 (62 мужчины и 72 женщины). Среди 428 неактивных 131 человек были учениками или студентами, 174 — пенсионерами, 123 были неактивными по другим причинам.

## Фотогалерея

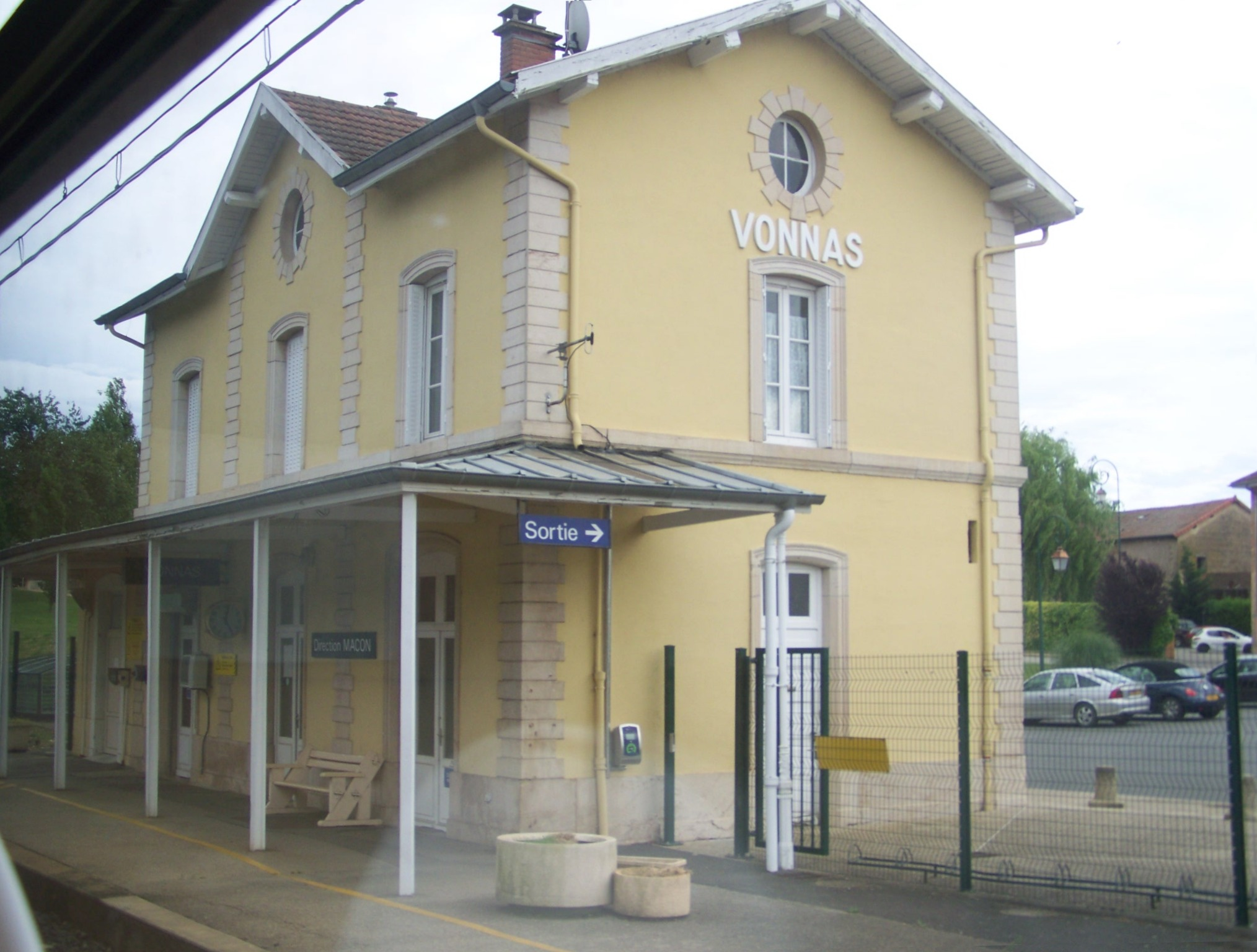
Вокзал
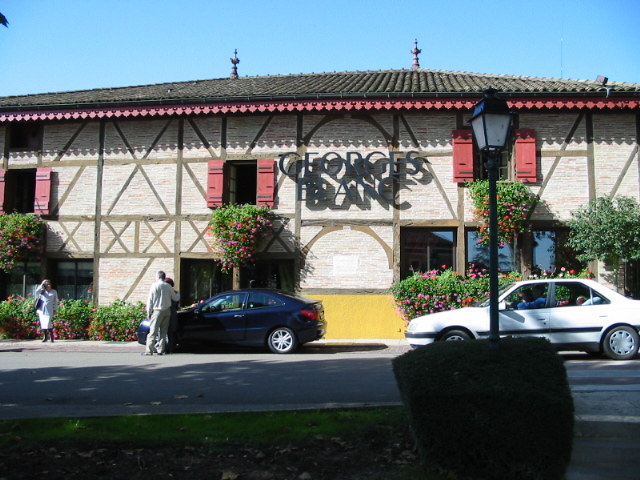
Ресторан «Жорж Блан»
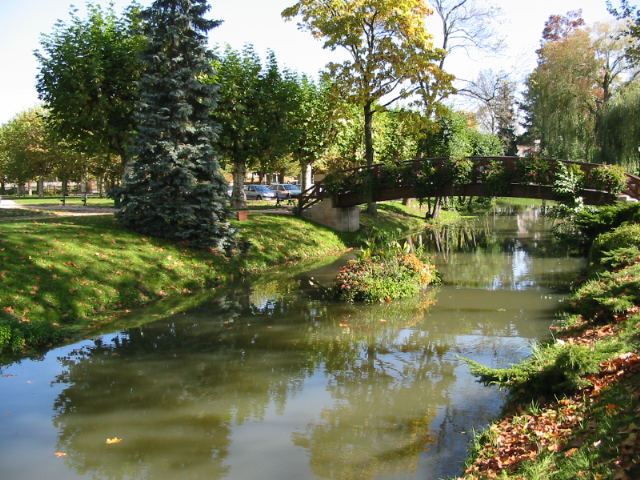
Река
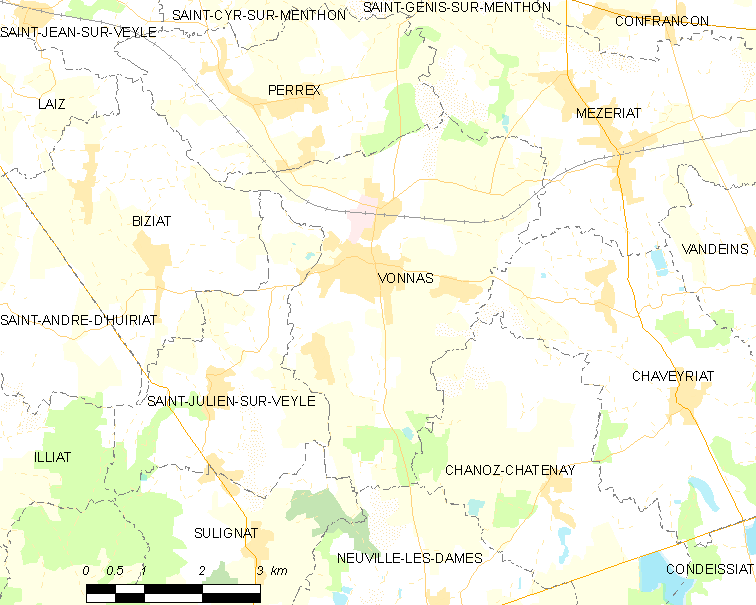
Карта коммуны